# XHTXA-FM
XHTXA-FM là một đài phát thanh Mexico ở tuxpan, Veracruz. Nó thuộc sở hữu của Grupo FM và được gọi là Soy FM 93.9.

## Lịch sử
Sự nhượng bộ của XHTXA đã được trao vào năm 1994 cho María del Carmen Jiménez y Betancourt. Nhà ga đã bán nó vào năm 1999.